# Cryptocoryne dewitii
Cryptocoryne dewitii är en kallaväxtart som beskrevs av Niels Henning Günther Jacobsen. Cryptocoryne dewitii ingår i släktet Cryptocoryne och familjen kallaväxter.
Artens utbredningsområde är Papua Nya Guinea. Inga underarter finns listade.